# 전례

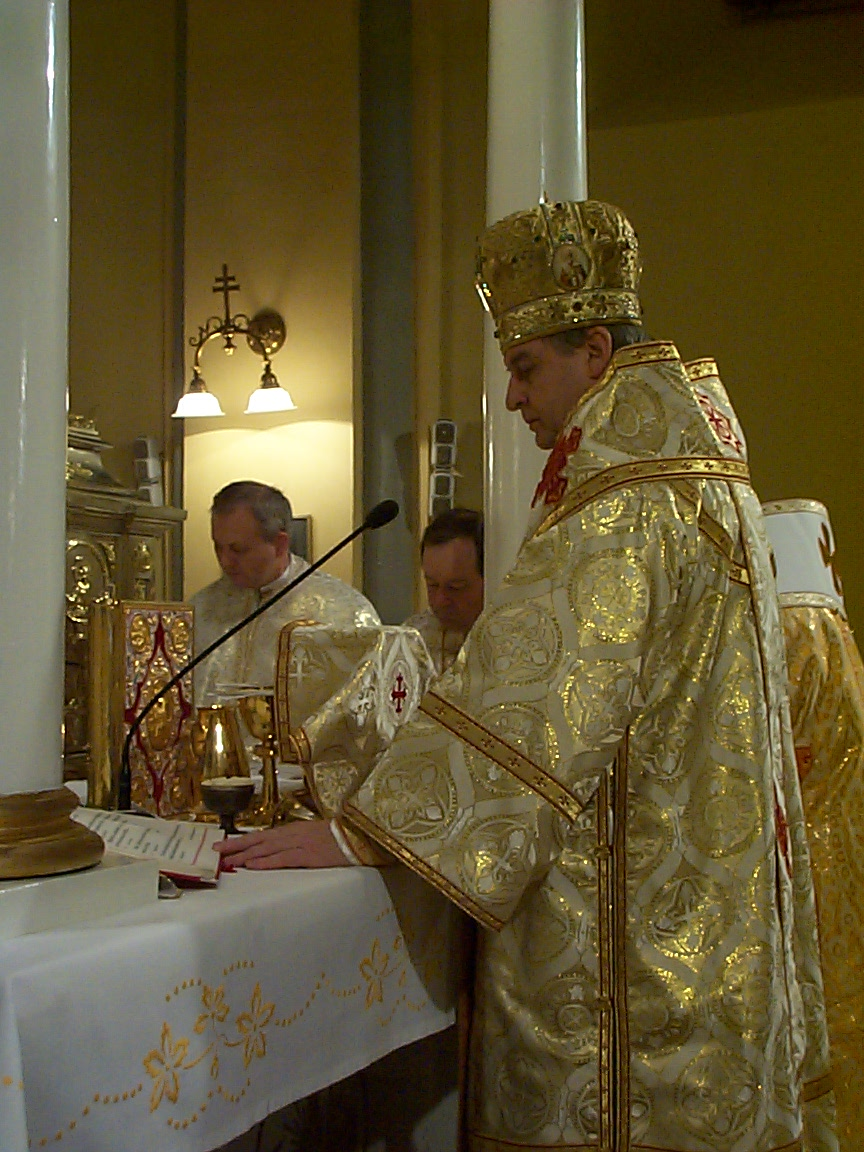

전례(典禮, liturgy) 또는 예전(禮典)은 기독교에서 교회 공동체가 공적으로 거행하려고 정한 구조와 본문, 의례 행동에 따라 드리는 예배이다. 이 전례 전통에 따르는 예배를 전례적 예배 또는 예전적 예배라고 한다.

## 어원
전례 또는 예전으로 번역되는 liturgy는 백성을 뜻하는 헬라어 laos와 '일'이라는 ergon을 합친 말이다. 본래는 사역, 의무라는 뜻이 있으며, 70인역 성서(헬라어 구약성서)와 신약성서에서는 예배를 뜻하는 말로 쓰였다.

## 전례의 구성
전례는 3가지 요소로 구성되는데, 교회 전통이 다른 여러 기독교 교파들은 물론, 같은 교파내에서도 차이가 있을 수 있으며 시대변화에 맞추어 개정되기도 한다.
- 순서(order): 고정된 순서를 말한다.
- 의식(ritual): 말이나 노래같은 음성을 표현되는 문서화된 의식과 기도문을 말한다. 보편 지향 기도(교회와 세상을 위한 기도), 성서 독서, 노래, 설교, 연도(호칭기도,총도문), 신앙고백, 성가(찬송가), 거룩하시다(상투스,Sanctus), 영광송이 의식에 해당한다.
- 예식(ceremonial):성직자와 청중의 행동(행렬, 십자성호, 목례, 앉고 일어서기 등)과 시각적 상징물(성화상, 스테인드글래스 등), 성물(제의를 포함한 예복,촛불,제대,성천 등)을 뜻한다.[3]

## 전례의 신학적 의미
성공회 신학자 윌리엄 템플 전 캔터베리 대주교는 예배에 대해 다음과 같이 말했다.
"예배는 우리 모든 자연의 하느님에 대한 순종이다. 그것은 그분의 거룩하심에 의해 일깨워지는 양심이며, 그분의 진리에 의한 마음의 양분이며,그분의 아름다움에 의한 상상의 정화이며, 그분의 사랑에 대한 마음의 열림이며, 그분의 목적에 대한 의지의 순종이다. 그리고 경탄속에서 모이는 이러한 모든것들은 우리가 할 수 있는 가장 큰 인간의 표현이다. "Worship is the submission of all of our nature to God. It is the quickening of conscience by His holiness, nourishment of mind by His truth, purifying of imagination by His beauty, opening of the heart to His love, and submission of will to His purpose. And all this gathered up in adoration is the greatest of human expressions of which we are capable.

## 같이 보기
- 예배